# Олимпийский стадион (Монтевидео)
Олимпийский стадион (Монтевидео) (исп. Estadio Olímpico de Montevideo) — футбольный стадион в городе Монтевидео, расположенный в районе Вилья-дель-Серро. Принадлежит клубу «Рампла Хуниорс».

## Информация
Стадион мог вмещать до 12 300 зрителей, однако в последние годы по соображениям безопасности на стадион не пускают свыше 7 тысяч зрителей.
Стадион был открыт 30 декабря 1923 года матчем между «Рамплой» и футбольным клубом «Чарли». Игра закончилась со счётом 2:2 и по её итогам «Рампла Хуниорс» сумела стать вице-чемпионом Уругвая. Первоначально стадион назывался Парк Нельсон в честь английского адмирала Горацио Нельсона.
Стадион несколько раз реконструировался, в 1966 году матчем против «Пеньяроля», будущего обладателя Кубка Либертадорес и Межконтинентального кубка того года, «Рампла» заново открыла свою улучшенную арену. Уже на следующий день «Рампла» сыграла с другим грандом уругвайского футбола, «Насьоналем», и вновь трибуны Олимпийского стадиона были полностью заполнены.
С 24 апреля 1980 года стадион носит своё современное название, данное в честь греческой горы Олимп. Название было дано как дань уважения почётному болельщику «Рамплы» греческого происхождения — «Капитану» Цакосу, — который и предложил переименовать стадион.
Стадион расположен по адресу: Avenida Turquía 3302 entre Inglaterra y México. Олимпийский стадион Монтевидео расположен практически вплотную к берегам эстуария Ла-Плата — мячи иногда перелетают трибуны и улетают в эстуарий Ла-Плата Атлантического океана.